# Hubert Sumlin
Hubert Charles Sumlin (Greenwood, Misisipi, 16 de noviembre de 1931–Wayne, Nueva Jersey, 4 de diciembre de 2011) era un guitarrista y cantante de blues de Chicago, más conocido por sus explosiones de notas y sus osadas suspensiones rítmicas, como miembro de la banda de Howlin' Wolf. Se clasificó en el número 43 en la lista de Rolling Stone "100 Greatest Guitarists of All Time".

## Biografía
Sumlin nació en Greenwood, Misisipi y creció en Hughes, Arkansas. Consiguió su primera guitarra  cuándo tenía ocho años. De joven conoció a Howlin' Wolf en una de sus actuaciones.
Wolf se trasladó de Memphis a Chicago en 1953, pero su guitarrista de siempre Willie Johnson decidió no seguirle. En Chicago, Wolf contrató al guitarrista Jody Williams, pero en 1954  invitó a Sumlin a ir a Chicago para tocar la segunda guitarra en su banda. Williams dejó la banda en 1955, dejando a Sumlin como primer guitarrista, una posición en la que actuó casi continuamente (excepto un breve período en 1956 en que toca con Muddy Waters) durante el resto de la carrera de Wolf. Según Sumlin, Howlin' Wolf le envió a un instructor de guitarra clásica del Conservatorio de Música de Chicago para que le enseñara pulsación y escalas. Sumlin tocó en el álbum Howlin' Wolf (llamado la "rocking chair album", con referencia a su ilustración de cubierta), que fue nombrado tercer mejor álbum de guitarra de todos los tiempos por la revista Mojo en 2004.

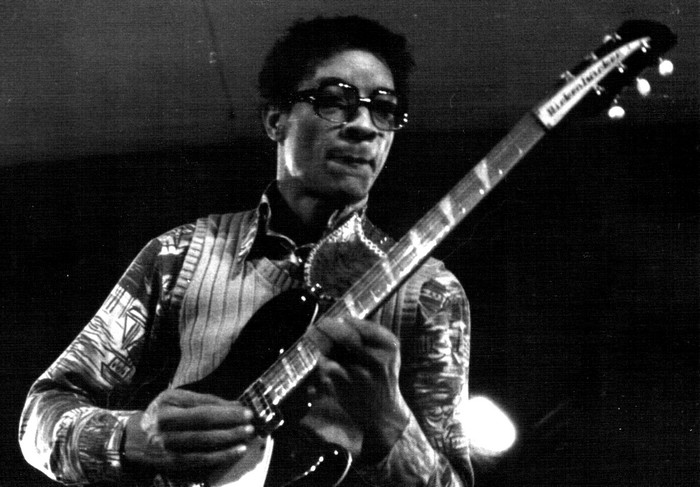
Sumlin actuando en Francia el 17 de diciembre de 1975, cinco días antes de grabar My Guitar and Me

A la muerte de Wolf en 1976, Sumlin continuó tocando con otros miembros de la banda del Wolf, como el Wolf Pack, hasta aproximadamente 1980. También ha grabado bajo su propio nombre, empezando con una sesión en Europa en 1964. Su último álbum en solitarió fue About Them Shoes, publicado en 2004 por Tone-Cool Records. Es sometido a cirugía del pulmón el mismo año, pero  continúa actuando hasta justo antes de su muerte. En vísperas de su muerte, grabó pistas para el álbum de Stephen Dale Petit, Cracking the Code (333 Records). Sumlin fue introducido en el Blues Foundation Hall of Fame in 2008. Fue nominado para cuatro Grammy Awards: en 1999 para el álbum Tribute to Howlin' Wolf, con Henry Gray, Calvin Jones, Sam Lay y Colin Linden; en 2000 para Legends, con Pinetop Perkins; en 2006, para su álbum About Them Shoes (con participaciones de Keith Richards, Eric Clapton, Levon Helm, David Johansen y James Cotton) y en 2010 por su participación en el álbum de Kenny Wayne Shepherd Live! in Chicago. Ganó múltiples Blues Music Awards.
Sumlin vivió en Totowa, New Jersey, 10 años antes de su muerte. Murió de fallo cardíaco el 4 de diciembre de 2011, a la edad de 80 años, en un hospital de Wayne, New Jersey. Mick Jagger y Keith Richards pagaron los gastos de su funeral.

## Discografía

### Álbumes
| Año  | Título                                   | Sello                     | Referencia | Notas                                                                                     |
| 1964 | American Folk Blues                      | Amiga                     | 850 043    | Germany                                                                                   |
| 1969 | Hubert's "American" Blues!               | Scout                     | Sc-4       |                                                                                           |
| 1974 | Kings of Chicago Blues, Vol. 2           | Disques Vogue             | LDM 30175  | France, recorded 1971                                                                     |
| 1976 | Groove                                   | Black & Blue              | 33.511     | France, recorded 1975                                                                     |
| 1980 | Gamblin' Woman                           | L + R                     | 42.008     | Germany, recorded 1980                                                                    |
| 1987 | Hubert Sumlin's Blues Party              | Black Top                 | BT-1036    | US                                                                                        |
| 1989 | Heart & Soul                             | Blind Pig                 | BP-3389    | US                                                                                        |
| 1990 | Healing Feeling                          | Black Top                 | BT-1053    | US                                                                                        |
| 1991 | Blues Guitar Boss                        | JSP                       | 239        | UK, recorded 1990 in London                                                               |
| 1994 | Made in Argentina 1993                   | Blues Special             | 9501       | Argentina, recorded 1993 in Buenos Aires with Emilion Villanueva and the Kansas City Boys |
| 1994 | I'm the Back Door Man                    | Blues Special             | 9506       | Argentina, recorded 1993 in Buenos Aires                                                  |
| 1994 | My Guitar and Me                         | Evidence Music            | ECD-26045  | Paris, recorded on Dec 22, 1975 at Barclay Studio                                         |
| 1996 | Blues Classics                           | Bellaphon                 | 82007      | Germany, recorded 1964 in East Berlin                                                     |
| 1998 | I Know You                               | APO                       | 2004       | US                                                                                        |
| 1998 | Wake Up Call                             | Blues Planet              | 1116       | US                                                                                        |
| 1999 | Pinetop Perkins & Hubert Sumlin: Legends | Telarc                    | 83446      | US                                                                                        |
| 2003 | Doing the Don't                          | Intuition                 | 34252      | Germany; Elliott Sharp's Terraplane, with Hubert Sumlin                                   |
| 2004 | About Them Shoes                         | Tone-Cool/Artemis Records | 51609      | US, also Rykodisc RCD 17307 in the UK                                                     |
| 2010 | Midnight Memphis Sun                     | NorthernBlues Music       | NMB0058    | JW-Jones release with special guests Hubert Sumlin and Charlie Musselwhite                |
| 2012 | Sky Road Songs                           | Yellowbird                | 7724-2     | Germany; Elliott Sharp's Terraplane, with special guest Hubert Sumlin (recorded in 2011)  |

### Vídeos
| Año  | Título                                | Etiqueta | Número  | Notas              |
| 2005 | La Guitarra de Blues de Hubert Sumlin | Homespun | SUMGT21 | EE. UU., VHS & DVD |